# Публий Корнелий Лентул Спинтер (консул)
Пу́блий Корне́лий Ле́нтул Спи́нтер (лат. Publius Cornelius Lentulus Spinther; около 101 — не позже 46 гг. до н. э.) — древнеримский военачальник и политический деятель из патрицианского рода Корнелиев, консул 57 года до н. э. Был политическим союзником Марка Туллия Цицерона, в 56—54 годах до н. э. управлял провинцией Киликия.

## Происхождение
Публий Корнелий принадлежал к древнему патрицианскому роду. Детальнее о его происхождении известно только одно: отец Публия носил тот же преномен. Прозвище Спинтер Публий-сын получил за внешнее сходство с театральным актёром, носившим это имя.
Существует предположение, что родным братом Спинтера был Луций Корнелий Лентул Крус, консул 49 года до н. э. Последний занимал, помимо всего прочего, должность народного трибуна, то есть был плебеем. Соответственно существует вероятность, что и Публий принадлежал к плебсу.

## Биография
Рождение Публия Корнелия историки относят к 101 году до н. э. Согласно одной из гипотез, именно Лентул Спинтер был тем Публием Корнелием, который ведал чеканкой монеты в 74 году до н. э.; по другой версии, это был Публий Корнелий Лентул Марцеллин. Около 70 года до н. э. Спинтер занимал должность квестора. Более точные сведения о его биографии источники предоставляют, начиная с эдилитета, который относится к 63 году до н. э. Тогда Публий Корнелий организовал роскошные игры и поддержал консула Марка Туллия Цицерона в его борьбе с заговором Катилины. Известно, что ему на поруки (custodia libera) на время следствия был передан заговорщик Публий Корнелий Лентул Сура.
Следующей ступенью в карьере Публия Корнелия стала претура, которую датируют 60 годом до н. э. В качестве претора Спинтер организовал игры в честь Аполлона, причём украсил сцену серебряным орнаментом; современники сочли это небывалой роскошью. В следующем году он отправился (предположительно с полномочиями проконсула) в Ближнюю Испанию. Это назначение Публий получил благодаря поддержке Гая Юлия Цезаря, который, будучи верховным понтификом, обеспечил ему ещё и место в одной из самых престижных жреческих коллегий Рима (в промежутке между 63 и 57 годами до н. э.). Вернувшись в Рим в 58 до н. э., Лентул выдвинул свою кандидатуру в консулы и победил на выборах вместе с плебеем Квинтом Цецилием Метеллом Непотом (Цезарь снова его поддержал). Находившийся тогда в изгнании Марк Туллий Цицерон, связывавший с Публием надежды на возвращение, не ошибся: тот в первый же день консулата предложил в сенате разрешить изгнаннику вернуться и был поддержан коллегой. Цицерон вернулся в Рим в том же году; в ряде речей и писем он высказывает персональную благодарность в адрес Лентула Спинтера.
Позже Публий ещё раз поддержал Цицерона в ситуации, связанной с домом последнего. Враг Цицерона Публий Клодий Пульхр добился разрушения здания и посвящения земельного участка богам. Но сенатское большинство, к которому относился и Лентул Спинтер, настояло на возвращении земли Марку Туллию.
Совместно консулы добились предоставления Гнею Помпею Великому чрезвычайных полномочий на пять лет по снабжению Рима хлебом. Ходили слухи, что Публий рассчитывал таким образом получить от сената выгодное поручение — военной силой вернуть на египетский престол Птолемея Авлета, изгнанного собственными подданными (главным претендентом на исполнение этой миссии был Помпей, а новые обязанности не позволяли ему покидать Рим). Лентул действительно получил в управление провинцию Киликия, с территории которой можно было действовать против Египта, но дальнейшее стало предметом жарких дискуссий в сенате. Соответствующее поручение так и не было дано Публию, хотя за него выступал Цицерон, а в 55 году до н. э. Авлета вернул на престол наместник Сирии Авл Габиний, действовавший самовольно.
В Киликии Публий Корнелий провёл почти три года (начало 56—конец 54 гг. до н. э.). Он был первым римским наместником, который управлял ещё и Кипром, и установил для этого острова специальный закон (lex provinciae). Спинтер успешно действовал против повстанцев и местных племён, не желавших покоряться Риму, и в начале 55 года до н. э. был провозглашён императором, благодаря чему впоследствии смог справить триумф (в 51 году до н. э.). Известно, что он сурово обходился с откупщиками в своей провинции и нисколько не нажился за время наместничества. Напротив: в 50 году до н. э. Лентулу пришлось продать всё своё имущество кроме усадьбы в Тускуле. Предположительно ему пришлось потратить слишком много денег на проведение триумфа.
Когда началась гражданская война между Цезарем и Помпеем, Публий Корнелий примкнул к последнему. Известно, что в начале 49 года до н. э. он командовал десятью когортами, стоявшими в Аускуле в Пицене; узнав о приближении Цезаря, Спинтер бежал и был оставлен большей частью своих солдат. Встретив помпеянца Луция Вибуллия Руфа, он сдал командование, а потом присоединился в Корфинии к Луцию Домицию Агенобарбу. Войско последнего тоже не хотело сражаться. Видя это, Лентул начал переговоры с Цезарем, прося о пощаде. Корфиний капитулировал, Публий был арестован, но вскоре получил свободу.
Некоторое время Спинтер пребывал в Путеолах, думая, что делать дальше. Он по-прежнему симпатизировал делу Помпея, но при этом чувствовал себя обязанным по отношению к Цезарю, проявившему милосердие и великодушие. В конце концов Публий отправился на Балканы и там присоединился к Помпею. Летом 48 года до н. э., после поражения при Фарсале, он сначала сопровождал командующего в его бегстве , а позже попытался укрыться в Родосе, но не был впущен в гавань. Тем не менее в начале 47 года до н. э. в Риме ходили слухи, что Спинтер находится в Родосе.
Публий Корнелий умер до окончания гражданских войн. По данным Аврелия Виктора, он был казнён цезарианцами в Африке после битвы при Тапсе (апрель 46 года до н. э.). Но Цицерон в написанном несколько ранее трактате «Брут» пишет о Спинтере как об уже мёртвом.

## Личность
Марк Туллий Цицерон считал Публия Корнелия своим другом и испытывал по отношению к нему благодарность за поддержку в трудные времена. По словам Цицерона, Лентул Спинтер «отличался таким благородством и таким величием души, что мог, не боясь, принять любую должность, подобающую знаменитым мужам, и занимать ее с полным достоинством». Имя Публия оказалось в перечне римских ораторов в трактате «Брут», причём автор признает, что особого ораторского таланта у Лентула не было: «Всем, что у него было, многим или малым, он был целиком обязан образованию». .

## Потомки
У Публия Корнелия был сын того же имени, перешедший с помощью усыновления в род Манлиев, чтобы стать авгуром (в этой коллегии каждый род мог быть представлен только одним человеком, а Корнелий там уже был). Вопреки существовавшим тогда правилам, Публий-младший не взял себе новое имя, оставшись Публием Корнелием Лентулом Спинтером.